# Paul Tillich
Paul Johannes Tillich, né le 20 août 1886 à Starzeddel, arrondissement de Guben (de), en province de Brandebourg, et mort le 22 octobre 1965 à Chicago est un écrivain, philosophe et un théologien protestant allemand et américain d'une importance majeure.

## Biographie
Paul Tillich naît le 20 août 1886 de Johannes Tillich, pasteur luthérien de l'Église protestante de l'Union prussienne, puis surintendant d'un diocèse en Bad Schönfließ (aujourd'hui  Trzcińsko-Zdrój, dans le nord-ouest de la Pologne). En 1900, le père de Tillich est muté à Berlin, où Paul Tillich fait son lycée.
Il suit des cours dans plusieurs universités, notamment l'Université Martin-Luther de Halle-Wittemberg, où il passe une licence de théologie en 1912. En 1911, il est docteur en philosophie de l'Université de Breslau. Il est ordonné pasteur luthérien.
Après la Première Guerre mondiale, où il est aumônier de l'Armée impériale allemande, il devient professeur de théologie, successivement à l'Université de Marbourg, à Université technique de Dresde, à l'Université de Leipzig puis à l'Université de Francfort. Il s'oppose vigoureusement à la montée des idées nazies et défend ses étudiants juifs.
En 1933, lorsque Adolf Hitler est élu chancelier, Paul Tillich perd son poste d'enseignant. Sur l’invitation du théologien protestant américain Reinhold Niebuhr il s'exile aux États-Unis. Il est professeur au Union Theological Seminary de New-York de 1933 à 1955.
Paul Tillich est l'un des très grands théologiens du XXe siècle,. Il avait participé en 1928 au premier cours universitaire de Davos, avec de nombreux autres intellectuels français et allemands. Sa Théologie systématique est son œuvre maîtresse. Elle comporte une importante introduction méthodologique, et cinq parties intitulées Raison et Révélation, L'Être et Dieu, L'Existence et le Christ, La Vie et l'Esprit, L'Histoire et le Royaume (trois volumes dans l'édition américaine, cinq - un par partie - dans la traduction française).
Ses cendres reposent au Paul Tillich Park de New Harmony (Indiana).

## Notoriété
Une chaire de l'Union Theological Seminary porte son nom. Tillich a exercé une forte influence sur de nombreux penseurs de la seconde moitié du XXe siècle, notamment Paul Ricœur et René Girard. Il a par ailleurs été le directeur de thèse de Theodor Adorno, qui est devenu par la suite son assistant à l'Université de Francfort. Il a également influencé la pensée d'Ernst Bloch, dont il a été l'un des interlocuteurs et amis après leur émigration aux États-Unis. Paul Tillich est l'un des deux auteurs auxquels Martin Luther King a consacré sa thèse de théologie.

## Ouvrages (sélection)
- La Dimension religieuse de la culture, Écrits du premier enseignement (1919-1926), traduit de l'allemand par une équipe de l'Université Laval avec une Introduction de Jean Richard, 1990, Cerf
- Christianisme et Socialisme – Écrits socialistes allemands (1919-1931), traduction de Nicole Grondin et Lucien Pelletier, Introduction de Jean Richard, 1992, Cerf, Labor et Fides, Université de Laval, 1992, 560 p.
- Écrits contre les nazis (1932-1935), traduction de Lucien Pelletier, introduction de Jean Richard, Cerf, Labor et Fides, Université de Laval, 1994, 464 p.
- Écrits théologiques allemands, Cerf, Labor et Fides, Université de Laval, 2012, 448 p.
- Écrits philosophiques allemands, Cerf, Labor et Fides, Université de Laval, 2018, 600 p.
- La Dynamique de la foi, Cerf, Les Presses de l’Université Laval, Labor et Fides, 2012, 144 p.
- Le Courage d'être, traduction et introduction de Jean-Pierre LeMay, Genève, Labor et Fides, 2014, 224 p.
- Dogmatique, Cours donné à Marbourg en 1925, Traduction de Paul Asselin et de Lucien Pelletier, introduction de Jean Richard, 1997, Cerf, Labor et Fides, Université de Laval, 1997, 438 p.
- Substance catholique et principe protestant, traduction et introduction sous la direction d'André Gounelle, 1996, Cerf
- Théologie systématique I, Cerf, Labor et Fides, Université de Laval, 2000, 222 p.
- Théologie systématique II, Cerf, Labor et Fides, Université de Laval, 2003, 160 p.
- Théologie systématique III, Cerf, Labor et Fides, Université de Laval, 2006, 288 p.
- Théologie systématique IV, Cerf, Labor et Fides, Université de Laval, 1991, 326 p.
- Théologie systématique V, Cerf, Labor et Fides, Université de Laval, 2010, 238 p.
- Documents biographiques, Cerf, Labor et Fides, Université de Laval, 2002, 258 p.

- (en) Love, Power, and Justice: Ontological Analyses and Ethical Applications, New York, Oxford University Press, 1954.